# Edición limitada (álbum)
Edición Limitada es un EP de la banda mexicana La Gusana Ciega, lanzado al mercado en el mes de noviembre de 2001.
Esta entrega del grupo corresponde a las sesiones de estudio con Benny Faccone, productor del disco en vivo lagusanaciega; de donde se extraen tres de estos cortes, además de dos canciones nuevas, «Giroscopio» y «Naranjada». Mismos temas que, formarían parte de la Banda Sonora Original de la película Atlético San Pancho (2001), ópera prima del director Gustavo Loza.

## Lista de canciones
1. Giroscopio - 04:36
2. Estación lunar - 03:21
3. Sunday fever - 04:23
4. Naranjada - 03:32
5. Tornasol (vuelves a ser) - 03:48

## Producción y créditos
- Producctor: Benny Faccone.
- Dirección de A&R: Humberto Calderón.
- Fotografía: León Chiprout.
- Diseño gráfico:Ricardo Calderón.

### Material interactivo
- Diseño y programación: Germán Arroyo.
- Ilustración: Ricardo Calderón.
- Musicalización: Daniel Gutiérrez.
- Fotografía: León Chiprout.

- Datos: Q5817962